# Nassim Chadli
Nassim Chadli (en arabe : نسيم الشاذلي), né le 28 juillet 2001 à Bagnols-sur-Cèze en France, est un footballeur marocain qui joue au poste d'ailier droit à Al-Aïn FC.

## Biographie

### Carrière en club

#### Formation et débuts au Nîmes Olympique (2017-2021)
Né à Bagnols-sur-Cèze, Nassim Chadli est formé par le Nîmes Olympique. Le 10 février 2021, il fait sa première apparition avec l'équipe professionnelle, lors d'une rencontre de Coupe de France face à l'OGC Nice. Il entre en jeu à la place de Mattéo Ahlinvi lors de cette rencontre perdue par son équipe sur le score de trois buts à un. Le 4 mai 2021, le club lui propose un premier contrat professionnel. Le 9 mai suivant il fait sa première apparition en Ligue 1 contre le FC Metz. Il entre en jeu à la place de Niclas Eliasson et Nîmes l'emporte par trois buts à zéro.

#### Départ pour l'ES Troyes AC (2021-2023)
Le 1er juillet 2021, Nassim Chadli rejoint l'ES Troyes AC. Il poursuit donc sa progression en première division alors que Nîmes vient d'être relégué. Il joue son premier match sous ses nouvelles couleurs le 22 août 2021, à la Meinau pour y affronter le RC Strasbourg. Il entre en jeu à la place de Oualid El Hajjam et les deux équipes se neutralisent (1-1 score final).

#### Arrivée au Havre AC (2023)
Le 24 janvier 2023, Nassim Chadli rejoint Le Havre AC jusqu'en 2025.
Le 2 juin 2023, après une victoire du Havre face à Dijon FCO (victoire, 1-0), le club est officiellement couronné champion de la Ligue 2, promu en Ligue 1 et Chadli remporte ainsi son premier trophée majeur. 

#### Prêt à l'US Concarneau (2023-2024)
Le 1er août 2023, il est prêté pour une saison à l'US Concarneau. Le marocain devient titulaire à partir de la seconde journée mais pêche devant les buts avec aucun tir cadré lors de ses cinq premiers matchs. Lors de la sixième journée, Chadli inscrit son premier but avec les Thoniers lors de la victoire de l'USC (3-2) face à l'US Quevilly-Rouen. 
Lors de la 10e journée, face à Dunkerque, Chadli inscrit le premier doublé de sa carrière et permet avec Pape Ibnou Ba, aux Thoniers de s'imposer face aux dunkerquois. Néanmoins, face à Rodez, il sort à la suite d'une blessure aux ischio-jambiers et depuis le début du mois de décembre, il n'a joué que deux matchs à cause de la même blessure aux ischio-jambiers se répétant à deux reprises. Il terminera la saison blessé malgré un retour éphémère en avril et aura finalement joué que 23 matchs cette saison dont 18 en 2023 pour 4 buts inscrits et 2 passes décisives.

### Carrière en équipe nationale
En octobre 2020, Nassim Chadli est appelé avec l'équipe du Maroc des moins de 20 ans. Il ne rentre pas en jeu durant les deux matchs de son équipe. En octobre 2021, il figure pour la première fois sur la liste du Maroc olympique concoctée par Hicham Dmii pour un stage de préparation au Centre sportif de Maâmora à Salé du 4 au 12 octobre.
Le 22 mars 2023, il rejoint le Maroc olympique sous le nouveau sélectionneur Issame Charaï pour un match amical face à la Côte d'Ivoire olympique à Rabat dans le cadre des préparations à la Coupe d'Afrique des nations de football des moins de 23 ans qui se déroulera au Maroc en 2023,. Lors de ce match, il n'entre pas en jeu (défaite, 2-3). Deux jours plus tard, il entre pour la première fois en jeu à l'occasion d'un deuxième match amical face au Togo olympique, inscrivant son premier but sur une frappe lointaine (victoire, 2-0). Il enchaîne en entrant en jeu en deuxième mi-temps face à l'Ouzbékistan olympique, le 27 mars (victoire, 3-0).

### Vie privée
Nassim Chadli et Khalid Boutaïb sont cousins et lors de la saison 2023-2024, évolue dans le même championnat et se sont affrontés pour la première fois lorsque l'US Concarneau a reçu le Pau FC.

## Statistiques
| Saison                | Club                  | Championnat           | Championnat | Championnat | Championnat | Coupe nationale | Coupe nationale | Coupe nationale | Coupe de la Ligue | Coupe de la Ligue | Coupe de la Ligue | Coupe du monde des clubs | Coupe du monde des clubs | Coupe du monde des clubs | Total | Total | Total |
| Saison                | Club                  | Division              | M.          | B.          | P.d.        | M.              | B.              | P.d.            | M.                | B.                | P.d.              | M.                       | B.                       | P.d.                     | M.    | B.    | P.d.  |
| 2018-2019             | Nîmes Olympique rés.  | National 2            | 9           | 0           | 0           | -               | -               | -               | -                 | -                 | -                 | -                        | -                        | -                        | 9     | 0     | 0     |
| 2019-2020             | Nîmes Olympique rés.  | National 2            | 14          | 1           | 0           | -               | -               | -               | -                 | -                 | -                 | -                        | -                        | -                        | 14    | 1     | 0     |
| 2020-2021             | Nîmes Olympique rés.  | National 3            | 5           | 3           | 0           | -               | -               | -               | -                 | -                 | -                 | -                        | -                        | -                        | 5     | 3     | 0     |
| Sous-total            | Sous-total            | Sous-total            | 28          | 4           | 0           | 0               | 0               | 0               | 0                 | 0                 | 0                 | 0                        | 0                        | 0                        | 28    | 4     | 0     |
| 2019-2020             | Nîmes Olympique       | Ligue 1               | 0           | 0           | 0           | 0               | 0               | 0               | 0                 | 0                 | 0                 | -                        | -                        | -                        | 0     | 0     | 0     |
| 2020-2021             | Nîmes Olympique       | Ligue 1               | 3           | 0           | 0           | 1               | 0               | 0               | -                 | -                 | -                 | -                        | -                        | -                        | 4     | 0     | 0     |
| Sous-total            | Sous-total            | Sous-total            | 3           | 0           | 0           | 1               | 0               | 0               | 0                 | 0                 | 0                 | 0                        | 0                        | 0                        | 4     | 0     | 0     |
| 2021-2022             | ESTAC Troyes          | Ligue 1               | 8           | 0           | 0           | 1               | 0               | 0               | -                 | -                 | -                 | -                        | -                        | -                        | 9     | 0     | 0     |
| 2022-2023             | Lommel SK (prêt)      | Challenger Pro League | 13          | 1           | 2           | 2               | 0               | 0               | -                 | -                 | -                 | -                        | -                        | -                        | 15    | 1     | 2     |
| 2023                  | Le Havre AC           | Ligue 2               | 2           | 0           | 0           | -               | -               | -               | -                 | -                 | -                 | -                        | -                        | -                        | 2     | 0     | 0     |
| 2023-2024             | US Concarneau (prêt)  | Ligue 2               | 22          | 3           | 2           | 1               | 1               | 0               | -                 | -                 | -                 | -                        | -                        | -                        | 23    | 4     | 2     |
| 2024-2025             | Wydad AC              | Botola Pro1 Inwi      | 12          | 1           | 2           | 0               | 0               | 0               | 1                 | 1                 | 0                 | -                        | -                        | -                        | 13    | 2     | 2     |
| 2025                  | Al-Jazira Club (prêt) | UAE Pro League        | 9           | 1           | 0           | 1               | 0               | 0               | 1                 | 0                 | 0                 | -                        | -                        | -                        | 11    | 1     | 0     |
| 2025-2026             | Al-Aïn FC             | UAE Pro League        | 0           | 0           | 0           | 0               | 0               | 0               | 0                 | 0                 | 0                 | 3                        | 0                        | 0                        | 3     | 0     | 0     |
| Total sur la carrière | Total sur la carrière | Total sur la carrière | 97          | 9           | 6           | 6               | 1               | 0               | 2                 | 1                 | 0                 | 3                        | 0                        | 0                        | 108   | 11    | 6     |

## Palmarès
- Le Havre AC
  - Champion de France de Ligue 2 en 2023